# David Grey
David Grey is een Amerikaans professioneel pokerspeler. Hij is in het bezit van twee WSOP-bracelets, gewonnen in een $2,500 Seven Card Stud- (WSOP 1999) en een $5,000 No Limit 2-7 Draw Lowball-toernooi (WSOP 2005). Grey verdiende tot en met juni 2015 meer dan $1.500.000,- in pokertoernooien (cashgames niet meegerekend)

## Biografisch
Grey groeide op in Long Island, waar hij rond kwam van wedden op paardenraces. Pokeren was op dat moment een hobby, waarin hij met name affiniteit had met Seven Card Stud. Grey vertrok in 1984 naar Las Vegas, waar pokeren zijn voornaamste bezigheid werd en hij Texas Hold 'em, Omaha High en Razz leerde. Hij speelt hoofdzakelijk cashgames. Grey neemt wel deel aan toernooien, maar ziet er geen heil in veel te reizen om deze te bezoeken terwijl hij overal in zijn woonplaats terechtkan om te pokeren.

## WSOP
| Jaar                       | Toernooi                 | Prijs      |
| -------------------------- | ------------------------ | ---------- |
| World Series of Poker 1999 | $2.500 Seven Card Stud   | $199.000,- |
| World Series of Poker 2005 | $5.000 No Limit 2-7 Draw | $365.135,- |

## Trivia
- Grey was te zien in het tweede seizoen van het televisieprogramma High Stakes Poker.
- Grey maakte van 2001 tot en met 2004 deel uit van gelegenheids-pokerteam The Corporation.